# Yoshie Takeshita
Yoshie Takeshita (竹下 佳江, Takeshita Yoshie) (Kitakyushu, 18 de março de 1978) é uma ex-jogadora de voleibol japonesa que atua pelo JT Marvelous. É considerada umas das melhores levantadoras do mundo.Takeshita mais conhecida como Take é umas das mais famosas e melhores levantadoras do mundo devido a sua grande capacidade de pensamento rápido em seu levantamento e também em outros fundamentos como sua defesa e saque.

## Premiações individuais
- Campeonato Mundial 2006: MVP (Melhor jogadora)
- Campeonato Mundial 2006: Melhor Levantadora
- Grand Prix 2008: Melhor Levantadora
- Grand Prix 2009: Melhor Levantadora
- Yekaterinburg 2009: Miss copa Yeltsin
- Copa dos Campeões 2009: Melhor Levantadora

## Clubes
| Clube           | Pais  | Período   |
| NEC Red Rockets | Japão | 1996–2002 |
| JT Marvelous    | Japão | 2002–     |